# Ouali I
Mansa Ulé o Ouati I (también conocido como Yérélinkon) fue hijo y sucesor del legendario Sundiata Keita como mansa de Malí. Reinó en el periodo 1255-1270 y amplió los territorios bajo dominio del Imperio de Malí, procediendo a someter a Senegambia, Tekrur, las tribus tuareg y Gao. Fue sucedido por Uti.
Era el único hijo de Sundiata, aunque al ser menor de edad el trono estaba destinado su tío y visir, Manding Bory. Sin embargo, el ambicioso príncipe se hizo con el trono y empezó una campaña expansionista en el oeste de África, conquistando Bati y Casa en Gambia, así como las zonas productoras de oro situadas en Bambuk y Bondou. 
Mansa Ouali también incrementó significativamente la agricultura, cediendo tierras en las provincias conquistadas a los soldados licenciados. También es conocido por emprender un Hajj (peregrinación a La Meca) durante su reinado, dándolo a conocer entre los comerciantes musulmanes del norte.
No tuvo hijos, y su trono fue disputado por sus hermanos adoptivos, hijos de generales de Sundiata. Ouati Keita fue el nuevo emperador de Malí.
| Predecesor: Sundiata Keita | Mansa de Malí 1255 – 1270 | Sucesor: Ouati |